# Liliana Venâncio
Liliana da Silva Venâncio (* 19. September 1995 in Luanda, Angola) ist eine angolanische Handballspielerin, die dem Kader der angolanischen Nationalmannschaft angehört.

## Karriere

### Im Verein
Venâncio begann das Handballspielen im Jahr 2007 beim angolanischen Verein 1º de Agosto. Im Oktober 2014 schloss sich die Kreisspielerin dem spanischen Erstligisten Atlético Guardés an, für den sie bis zum Saisonende 2014/15 auflief. Anschließend kehrte Venâncio wieder zu 1º de Agosto zurück, mit dem sie während ihrer Karriere mehrmals die angolanische Meisterschaft, den angolanischen Pokal sowie die Ligue des champions d’Afrique gewann. Seit dem Sommer 2022 steht sie beim rumänischen Erstligisten HC Dunărea Brăila unter Vertrag.

### In Auswahlmannschaften
Venâncio gehörte dem Kader der angolanischen Jugend- und Juniorinnennationalmannschaft an, mit denen sie insgesamt drei Mal die Afrikameisterschaft gewann. Weiterhin nahm sie mit diesen Auswahlmannschaften an der U-18-Weltmeisterschaft 2012, an der U-20-Weltmeisterschaft 2012 und an der U-20-Weltmeisterschaft 2014 teil. Nachdem Venâncio später in den Kader der angolanischen A-Nationalmannschaft aufgerückt war, gewann sie mit der Mannschaft die Afrikameisterschaft 2016, die Afrikameisterschaft 2018, die Afrikameisterschaft 2021 und die Afrikameisterschaft 2022. Mit der angolanischen Auswahl nahm sie an den Olympischen Spielen 2016 in Rio de Janeiro sowie an den Olympischen Spielen 2020 in Tokio teil.